# Cornish (Nuevo Hampshire)
Cornish es un pueblo ubicado en el condado de Sullivan en el estado estadounidense de Nuevo Hampshire. En el Censo de 2010 tenía una población de 1.640 habitantes y una densidad poblacional de 14,78 personas por km².

## Geografía
Cornish se encuentra ubicado en las coordenadas 43°28′23″N 72°18′42″O / 43.47306, -72.31167. Según la Oficina del Censo de los Estados Unidos, Cornish tiene una superficie total de 110.93 km², de la cual 109,06 km² corresponden a tierra firme y (1,69%) 1,87 km² es agua.

## Demografía
Según el censo de 2010, había 1.640 personas residiendo en Cornish. La densidad de población era de 14,78 hab./km². De los 1.640 habitantes, Cornish estaba compuesto por el 96,95% blancos, el 0,37% eran afroamericanos, el 0,55% eran amerindios, el 0,37% eran asiáticos, el 0% eran isleños del Pacífico, el 0,24% eran de otras razas y el 1,52% pertenecían a dos o más razas. Del total de la población el 0,91% eran hispanos o latinos de cualquier raza.